# Kliješta (Foča, BiH)
Kliješta su naseljeno mjesto u općini Foči, Republika Srpska, BiH. Popisano je kao samostalno naselje na popisu 1961., a na kasnijim popisima ne pojavljuje se, jer je pripojeno drugim naseljima.
Nalaze se južno od ceste M18. Susjedna sela su Ocrkavlje, Poljice, Jeleč, Rataja i Miljevina. Rudnici su sjeveroistočno.

## Stanovništvo
| Narod     | Popis 1961. |
| --------- | ----------- |
| Hrvati    |             |
| Muslimani | 44          |
| Srbi      | 24          |
| ostali    |             |
| Ukupno    | 68          |